# Grandmaster Association
Pour les articles homonymes, voir GMA.
La Grandmaster Association ou GMA est une association de joueurs d'échecs professionnels fondée en 1986 par Garry Kasparov avec le soutien de Bessel Kok, elle avait son siège à Bruxelles.

## Création
La GMA voit le jour quand Kasparov, dépité par le fait que le candidat qu'il soutenait à la présidence de la Fédération internationale des échecs, Lincoln Lucena, est défait lors de l'élection à Dubaï en 1986, s'insurge contre le processus de décision de la FIDE qui donne trop de poids aux petites fédérations.
Le premier conseil d'administration était composé du Néerlandais Jan Timman, du Yougoslave Ljubomir Ljubojević, du Hongrois Lajos Portisch, du Britannique John Nunn, de l'Américain Yasser Seirawan et des Russes Anatoly Karpov et Garry Kasparov.

## Activités
La GMA organisa une coupe du monde constituée de plusieurs compétitions prestigieuses en 1988 et 1989. La seconde coupe du monde fut annulée en 1991 après une seule épreuve.
Des dissensions internes quant à l'attitude à tenir vis-à-vis de la FIDE culminèrent en 1990 à Murcia (Espagne) et provoquèrent le départ de Kasparov.
L'annonce de la création de la Professional Chess Association en 1993 par Garry Kasparov et Nigel Short eut finalement raison de la GMA.